# Непобедимый Человек-паук
«Непобедимый Человек-паук» (англ. Spider-Man Unlimited) — американский мультипликационный сериал производства Saban Entertainment, транслировавшийся в 1999 году по телеканалу Fox (Fox Kids). Перезапуск мультсериала «Человек-паук» 1994 года и пятый по счёту мультсериал о персонаже.
По сюжету, Человек-паук попадает на планету Анти-Земля, созданную в ранних комиксах 1970-х. Герой получает нанокостюм, снабжённый ультрасовременными техническими приспособлениями.
Сериал был отменен после первого сезона из-за плохих рейтингов. Fox Kids возобновил показ мультсериала с 2000 по 2001 год, выпустив 13 серий, последняя из которых закончилась на клиффхэнгере.
В России мультсериал транслировался на телеканале РЕН-ТВ с 7 сентября по 7 декабря 2002 года (Повтор: с 21 января по 9 февраля и с 1 до 19 июля 2004 года), с весны 2004 по август 2010 транслировался на канале Jetix (Fox Kids) и на телеканале 2х2 в 2013 году.

## Производство
Изначально мультсериал задумывался как малобюджетная адаптация первых 26 выпусков комикса The Amazing Spider-Man, однако, из-за партнёрства Sony и Marvel в отношении производства художественного фильма «Человек-паук» (2002), Saban было запрещено использовать классический костюм главного героя и адаптировать выходившие про него комиксы. Кроме того, по первоначальной задумке Человек-паук оказался на Анти-Земле, в которой Бен Паркер не умер, и, таким образом, Питеру Паркеру не хватило моральной стойкости, чтобы сопротивляться превращению в Венома. Тем не менее, Marvel Comics не понравилась эта идея, и они заявили, что в истории не будут фигурировать два Питера Паркера. Также Marvel рассматривала возможность производства мультсериала про Человека-паука 2099, однако в разработке уже находился мультсериал DC Comics «Бэтмен будущего» (1999), охвативший футуристический сеттинг.
В отличие от предыдущих проектов, в которых использовались цифровые чернила и краски, анимация в этом мультсериале создавалась с использованием традиционных кадров.
Сценарист Ларри Броуди написал несколько серий для второго сезона, включая развязку клиффхэнгера, на которым завершился первый сезон, однако серии так и не были выпущены.

## Сюжет
Наблюдая за вылетом ракеты на Анти-Землю (другая Земля, расположенная на дальней стороне Солнца), на борту которой находится Джон Джеймсон, Человек-паук замечает своих старых врагов — симбиотов Венома и Карнажа, намеревающихся сесть на шаттл. Контакт с Джеймсоном теряется, в результате чего отец астронавта Джей Джона Джеймсон из Daily Bugle очерняет репутацию супергероя, что, в свою очередь, делает того преступником в глазах общественности. Некоторое время спустя, считающийся погибшим Человек-паук получает сигнал бедствия от Джона и решает отправиться на его спасение на Анти-Землю. Он надевает новый костюм разработанный при помощи нанотехнологии Ридом Ричардсом. Снаряжение включает в себя встроенные веб-шутеры, стелс-камуфляж и звуковое оружие против симбиотов. Убедив вставшего у него на пути Ника Фьюри позволить ему отправиться на спасение Джона, Человек-паук попадает на Анти-Землю где узнаёт, что Джон Джеймсон присоединился к борцам сопротивления, противостоящих Высшему Эволюционеру, который заселил её разумными животными, гибридами зверей и людей, в то время как последние считаются низшей расой.
Поскольку Джеймсон отказывается возвращаться на родную планету до тех пор, пока не освободит людей от порабощения, Человек-паук решает остаться на Анти-Земле и дать отпор Высшему Эволюционеру, его приближённым Рыцарям Вундрагора и Людям-машинам, в то время как альтер-эго супергероя Питер Паркер начинает снимать комнату в квартире доктора Наоко Ямада-Джонс и её сына Шейна. Вскоре выясняется, что Веном и Карнаж также находятся на Анти-Земле и выполняют волю Синоптика, легиона симбиотов с Анти-Земли с коллективным разумом.
В этом мультсериале: Джон Джеймсон принимал форму Человека-волка, появлялись героические версии Зелёного гоблина и Стервятника, а также были показаны двойники Крэйвена-охотника и Электро с Анти-Земли.

## Роли озвучили
| Актёр          | Роль                                               |
| -------------- | -------------------------------------------------- |
| Рино Романо    | Питер Паркер / Человек-паук, Гектор Джонс / Гоблин |
| Акико Морисон  | Наоко Ямада-Джонс                                  |
| Райс Хубер     | Шейн Ямада-Джонс                                   |
| Скотт Макнил   | Человек-волк, Стервятник                           |
| Джон Пейн II   | Джон Джеймсон                                      |
| Ким Хоторн     | Карен О'Мэлли                                      |
| Кристофер Газе | Бромли                                             |
| Дейл Уилсон    | X-51, Стражники, Электро                           |
| Ричард Ньюман  | Высший Эволюционер, Дж. Дж. Джеймсон               |

| Актёр           | Роль                           |
| --------------- | ------------------------------ |
| Рон Хальдер     | Сэр Баран                      |
| Ташей Симмс     | Леди Урсула                    |
| Дженнифер Хейл  | Леди Гадюка, Мэри Джейн Уотсон |
| Брайан Драммонд | Эдди Брок / Веном              |
| Майкл Донован   | Клетус Кэседи / Карнаж         |
| Пол Добсон      | Охотник                        |
| Марк Гиббон     | Ник Фьюри                      |
| Гарри Чок       | мистер Меньён                  |

## Персонажи

### Герои
- Питер Паркер / Человек-паук: Питер Паркер является фотографом Дейли Бьюгл. Однажды на научной выставке его укусил радиоактивный паук, в результате чего он обрел паучьи способности. Это событие в мультсериале показано не было, однако есть моменты в начальных титрах. В первой серии Человек-паук пытался помешать Веному и Карнажу зайти на борт ракеты. Однако у него не получается, и симбиоты вылетают на ракете вместе с Джоном Джеймсоном и также попадают на Анти-Землю (планету, находившуюся на противоположной стороне Солнца). После этого Питер надевает новый костюм из нестабильных молекул, который включает в себя режим стелса и звуковое оружие. С этим костюмом Питер улетает на Анти-Землю. На этой земле Питер снимает квартиру у Наоко Ямады. На планете он узнает, что Джон присоединился к революционистам. А также, что планета заселена умными зверями, а люди являются меньшинством. Он присоединяется к борцам сопротивления и сражается против отряда Высшего Эволюционера и другой нечисти. Его новый костюм немного отличается от старого. В него установлено звуковое оружие, чтобы побеждать симбиотов, и другие гаджеты. В этом мультсериале Питер влюблен в Мэри Джейн, как и в остальных версиях. Однако после отлёта с Земли, он её больше не видит.
- доктор Наоко Ямада-Джонс: Работает врачом на Анти-Земле. Питер спасает её сына от роботов, после чего Наоко предлагает ему жить в её квартире. Она замужем за Гектором Джонсом и является матерью Шейна Джонса. Девушка не знает главную тайну Питера. У неё есть неприязнь к Человеку-пауку.
- Шейн Ямада-Джонс: Единственный сын Наоко Ямады и Гектора Джонса. 10-летний темнокожий мальчик, который живёт на Анти-Земле. Он дружит с Питером Паркером и не любит, когда он и Наоко ссорятся, так как эта ссора напоминает ему, как Гектор и Наоко ругались. Эта ссора привела к тому, что его родители развелись. Как и его мать, Шейн не знает кто такой Человек-паук.
- Джон Джеймсон: Друг Питера с их родной Земли. На Анти-Земле стал лидером повстанцев, которые борются против Высшего Эволюционера. В мультсериале во время путешествия на ракете, он попадает на Анти-Землю из-за Карнажа и Венома. Он и Человек-паук (который прилетел на Анти-Землю за Джоном) вступили в ряды повстанцев, чтобы воцарить порядок на этой планете. В эпизоде «Заложник лунного света» показано, как Высший Эволюционер ставит над ним опыты, из-за чего он под воздействием отрицательной ионизации тела превращается в Человека-Волка. Примечательно то, что это первое появление в анимации Человека-Волка.
- Карен О’Мэлли (настоящее имя Кэтрин): Является ещё одним членом повстанцев, любовный интерес Джона Джеймсона. Родом с Анти-Земли. Является внучкой Высшего Эволюционера. Тот провёл несколько экспериментов над ней, когда она была маленькой. Карен внешне похожа на Мэри Джейн Уотсон, поэтому частично заменяет её.
- Бромли (настоящее имя Дэнни): Член повстанцев, мастер по технологиям и большой любитель взрывчатки. До прихода зверян жил нормальной жизнью, но потерял всю семью и присоединился к повстанцам. В одной из серий узнаёт, что его брат жив. Высший Эволюционер предложил ему поймать Человек-паука в обмен на брата, но тот оказался добровольным рабочим на заводе злодея. Бромли вынужден был убить брата, после чего снова стал членом повстанцев, поняв, что теперь они его семья.
- Гектор Джонс / Гоблин: Житель Анти-Земли. В этом мультсериале он помогает Человеку-пауку, сражался он с ним только при их первой встрече. Вместо глайдера у него здесь имеется рюкзак с встроенными крыльями, которые позволяют ему парить. Позже он узнает главный секрет Человека-паука и его причину прибытия на Анти-Землю. Он также восстает против Высшего Эволюционера. Гоблин решает помочь Человеку-пауку улететь на корабле домой. Он со Спайди и группой зверей (которые также не любили Высший Эволюционер) пробрались на Солярис. Предположительно там же погибает при взрыве. Однако в конце серии он снова показан живым. В последнем эпизоде мультсериала вместе с остальными героями участвует в последней битве. На Анти-Земле Гоблином является Гектор Джонс, муж Наоко и отец Шейна. В одной из серий он спасает их от Венома и Карнажа, после шепчет про себя о его любви к Наоко-Джонс. В последующих сериях Гектор звонит Наоко и расспрашивает её о Питере и вообще разговаривает с ней ревниво. Он пробивает рукой кирпичную стену, что показывает его силу. Он также носит трусы с сердечками.
- Гит Хоскинс: Член повстанцев. Сэр Баран провёл над ним неизвестный эксперимент, в результате чего тот стал похож на мумию. А также получил способность контролировать свои бинты. В детстве с ним никто не хотел дружить, из-за его отталкивающей внешности. Из-за этого Гит ненавидит Сэра Барана.
- X-51: Является одним из роботов Высшего Эволюционера, но после повреждений он изменился и стал помогать Человеку-пауку. X-51 спас Шейна от гигантского носорога. Позже был похищен Высшим Эволюционером, но Человек-паук и Карен спасли его, после чего он вступил к мятежникам, получив новую броню, идентичную современным роботам Высшего Эволюционера.
- Гриф: Альтернативная версия Стервятника с Анти-Земли. Как и Зелёный гоблин, на Анти-Земле он герой и помогает Человеку-пауку. Он ненавидит Высшего Эволюционера и его слуг.

### Злодеи
- Высший Эволюционер: Главный злодей мультсериала. Человек, который занимался в прошлом поисками рая, однако в итоге принял идею о том, что должен сам его построить. По его собственным словам, на Анти-Земле всё создано им: каждый кирпич, каждый узел, каждая клетка были созданы его рукой. Он искренне считает, что Анти-Земля и представляет собой идеальное место. Именно он является главным противником Сопротивления. Местоположение точно неизвестно, вероятнее всего, скрывается в замке «Вундагор». В последней вышедшей серии получил ранение, однако дальнейшая судьба из-за прерывания мультсериала неизвестна.
- Рыцари «Вундагора»: Команда сильнейших воителей Высшего Эволюционера. Все четверо являются гибридами животных и людей. Они являлись самыми опасными врагами Сопротивления до того, как сменили сторону.
  - Лорд Тигр: Воинственный и благородный рыцарь. Командир команды. Он не преследует цели убивать кого-либо и считает, что во главе всего должна быть справедливость. Поэтому он стал первым, кто предал Высшего Эволюционера и перешёл на сторону Сопротивления по своей воле.
  - Сэр Баран: Один из самых авторитетных зверян. Он является гениальным учёным, который проводит эксперименты над людьми, но на поле боя он также проявляет себя неплохо. Судя по всему, получает удовольствие от вышеупомянутых опытов. Он очень силён физически и при этом неуравновешен психически. Не относился к Сопротивлению с тем доверием, каким обладал его командир.
  - Леди Урсула / Медведица: Бесстрашная и очень сильная воительница. Она считает, что с противником не стоит разговаривать, и предпочитает действия болтовне. Доподлинно неизвестно её отношение к Человеку-пауку, однако заметно, что при её уважении к его силе воли и боевым навыкам, ей претит его чувство юмора. Она является самой сильной в команде Рыцарей, и зачастую ей приходилось информировать Паука.
  - Леди Гадюка (при данном имени является гибридом человека и крысы, а не змеи): Самая ловкая и быстрая в команде рыцарей. Она бесстрашная и неутомимая авантюристка, имеющая несколько криминальные наклонности. Влюблена в Человека-паука, и поэтому зачастую появляется отдельно от своей команды там, где её быть не должно, поскольку она постоянно пытается привлечь его внимание. Слова Паука о своей схожести с крысой воспринимает как лестный комплимент. Ей удавалось поцеловать Человека-Паука.
- Эдди Брок / Веном и Клетус Кэседи / Карнаж: В этом мультсериале, в отличие от других альтернативных реальностей, Веном и Карнаж являются союзниками. Несмотря на то, что в сериале они отделялись от своих носителей, в основном на протяжении всех серий они целиком и полностью держат их под контролем. Они одержимы идеей заселить Анти-Землю симбиотами и создать на ней нечто вроде плацдарма симбиотов в космосе. В отличие от других реальностей, здесь Веном и Карнаж используют небольших существ, похожих на скорпионов, для создания своей собственной армии. Эти существа прицепляются к груди людей и зверян и превращают их в некое подобие послушных зомби. Тем не менее, и эти зомби, и сами Карнаж с Веномом подвержены воздействию высокочастотных звуковых волн, которые вызывают сильную боль у последних, а у первых — потерю сознания. Тем не менее, в последней серии Веном и Карнаж обрушивают на Анти-Землю целый шторм из симбиотических насекомых, однако что происходит дальше, неизвестно. Русские локализаторы в переводе назвали их «Желчный» и «Кровавый» соответственно.
- Охотник: Версия Крэйвена-Охотника с Анти-Земли. Один из немногих людей, кому Высший Эволюционер позволяет жить в верхней части города. Работает наемником. Пытается убить Человека-паука по заказу Высшего Эволюционера. Когда Человек-паук пробирается в его логово, он обнаруживает разные формулы и сыворотки, которые по видимому дают его обладателю звериные способности, но сокращают жизнь.
- Электро: Версия Электро из Анти-Земли. Является угрём-гибридом, управляющий током. Охранник замка «Вундагор». Во время битвы с ним,Человек-паук упоминает про оригинального Электро.

## Список серий
| № в сезоне | Название                                            | Дата премьеры   |
| --- | --------------------------------------------------- | --------------- |
| 1 | «Worlds Apart Part One» «Разделённые миры. Часть 1» | 2 октября 1999  |
| Человек-паук замечает своих врагов Венома и Карнажа за угоном космического корабля Джона Джеймсона во время вылета шаттла на таинственную планету Анти-Земля. Тем не менее, супергерою не удаётся остановить симбиотов, в результате чего те успешно попадают с Джеймсоном на Анти-Землю, где корабль терпит крушение, а утративший связь с Землёй Джон считается погибшим. Впоследствии Джей Джона Джеймсон и другие представители общественности начинают обвинять Человека-паука в саботаже экспедиции и гибели Джона. Человек-паук инсценирует свою смерть и уходит в подполье на полгода, до тех пор, пока в его распоряжение не попадает нано-костюм, разработанный Ридом Ричардсом. Получив сигнал бедствия, Питер отправляется на Анти-Землю, чтобы спасти его. Там он сталкивается с враждебно настроенными Людьми-машинами и Рыцарями Вундагора, которые захватывают его в плен. |                                                     |                 |
| 2 | «Worlds Apart Part Two» «Разделённые миры. Часть 2» | 9 октября 1999  |
| Сбежав от Рыцарей Вундрагора прежде чем тем успевают провести над ним эксперимент, Человек-паук узнаёт, что Джон Джеймсон пережил аварию и присоединился к повстанцам, противостоящим Высшему Эволюционеру, самопровозглашённому лидеру Анти-Земли, который ненавидит людей и опирается на поддержку зверян, гибридов животных и мутантов. Человек-паук решает присоединиться к восстанию и начинает снимать комнату в квартире матери-одиночки по имени доктор Наоко Ямада-Джонс и её сына Шейна Джонсу под видом Питера Паркера. |                                                     |                 |
| 3 | «Where Evil Nests» «Где обитает зло»                | 19 октября 1999 |
| Человек-паук встречает версию Зелёного гоблина с Анти-Земли, героя, который принимает Человека-паука за злодея. Человек-паук понимает, что похититель доктора Наоко Ямада-Джонс - не Гоблин. Они объединяются, чтобы спасти её и разрушить план её похитителей, ответственных за распространение зелёной биомассы — Веном и Карнажа. |                                                     |                 |
| 4 | «Deadly Choices» «Смертельные номера»               | 23 декабря 2000 |
| Член повстанцев, противостоящих Высшему Эволюционеру, по имени Гит Хоскинс крадёт бомбу и угрожает взорвать Нью-Йорк с Анти-Земли. Повстанцы и зверяне вынуждены объединиться, чтобы остановить его, дабы предотвратить многочисленные смерти как людей, так и зверян. В это время Человек узнаёт о прошлом Гита, который будучи ребёнком был похищен сэром Бараном, подвергнувшим его жестоким опытам. |                                                     |                 |
| 5 | «Steel Cold Heart» «Стальное сердце»                | 13 января 2001  |
| Человек-машина под названием «X-51» (серийный номер) отказывается причинять боль невинным людям. Из-за этого он предаёт Высшего Эволюционера и Рыцарей и решает присоединиться к повстанцам после того, как его ранее спас Человек-паук. |                                                     |                 |
| 6 | «Enter the Hunter!» «Охотник приходит!»             | 3 февраля 2001  |
| Высший Эволюционер приходит к выводу, что Человек-паук является серьёзной угрозой для его планов, в результате чего его приспешник сэр Баран нанимает убийцу под псевдонимом Охотник (версия Крейвена-охотника с Анти-Земли), чтобы тот убил героя. |                                                     |                 |
| 7 | «Cry Vulture» «Крик Стервятника»                    | 10 февраля 2001 |
| Человек-паук объединяется с героической версией Стервятника с Анти-Земли, чтобы сорвать замысел сэра Барана по превращению людей в зверян. |                                                     |                 |
| 8 | «Ill-Met by Moonlight» «Заложник лунного света»     | 17 февраля 2001 |
| Джон Джеймсон превращается в Человека-волка, отчего Человеку-пауку приходится проникнуть на электростанцию Высшего Эволюционера, чтобы найти лекарство для него. Там он сталкивается с электрическим угрем, представляющим собой альтернативную версию Электро с Анти-Земли. |                                                     |                 |
| 9 | «Sustenance» «В тисках жизни»                       | 3 марта 2001    |
| Гоблин узнаёт, что Человек-паук — это Питер Паркер. Оба попадают в плен к Отверженным, неудавшимся зверянам, созданным Высшим Эволюционером, во главе с бабочкой Примой. Они пытаются проникнуть в одно из убежищ Высшего Эволюционера в Атлантик-Сити, чтобы ликвидировать его лабораторию, в то время как сам Человек-паук получает шанс вернуться домой на космическом корабле. |                                                     |                 |
| 10 | «Matters of the Heart» «Дела Сердечные»             | 10 марта 2001   |
| Человек-паук соглашается помочь Бромли, одному из повстанцев, найти его давно потерянного брата Габриэля. В конечном итоге тот оказывается предателем, работающим на зверян, после чего Бромли сбрасывает его в чан с водой, где Габриэля утаскивают на дно зверяне. |                                                     |                 |
| 11 | «One is the Loneliest» «Один — грустное число»      | 11 марта 2001   |
| Зверяне отделяют Эдди Брока от симбиота Венома, в результате чего последний оказывается подопытным ящероподобного учёного по имени Доктор Боровский. Человек-паук даёт обещание умирающему Броку вернуть симбиота, однако у Карнажа оказываются иные планы касательно своего союзника. |                                                     |                 |
| 12 | «Sins of the Fathers» «Грехи отцов»                 | 24 марта 2001   |
| Люди-машины похищают Карен О’Мэлли, одну из повстанцев, поэтому Человеку-пауку и X-51 приходится объединить усилия, чтобы спасти её. Тем временем Высший Эволюционер узнаёт, что Карен - его внучка. |                                                     |                 |
| 13 | «Destiny Unleashed» «Судьба слепа»                  | 31 марта 2001   |
| Веном и Карнаж раскрывают цель своего нахождения на Анти-Земле: Они работают на Синоптика, намеревающегося объединиться с Высшими Эволюционером. В дальнейшем они планируют высвободить миллионы симбиотов по всей планете, чтобы положить конец всему живому. Человек-паук, Джон Джеймсон, повстанцы, X-51, Стервятник и Гоблин объединяются, чтобы остановить Высшего Эволюционера. Тем не менее, они прибывают слишком поздно, чтобы сорвать план Венома и Карнажа, в результате чего Анти-Земля попадает под обстрел миллионов ядовитых спор. |                                                     |                 |

## Комиксы

### Адаптация мультсериала
С 1999 по 2000 год Marvel Comics выпускала комикс-адаптацию мультсериала, представляющую собой второй том серии Spider-Man Unlimited. Первые два выпуска пересказывали события первых трёх эпизодов, а последние три содержали новые истории. В финальном выпуске Непобедимый Человек-паук столкнулся с версией Росомахи с Анти-Земли. По сюжету, они, в конечном итоге, объединяются против Хамелеона из расы зверян. Сценарист выпуска намекнул, что Росомаха и был пропавшим мужем Наоко Джонс (несмотря на то, что по версии мультсериала им был Гоблин). Линия Росомахи не получила логического завершения, поскольку серия комиксов была закрыта из-за плохих продаж.
На мультсериал ссылаются выпуски 13 и 14 комикса Webspinners: Tales of Spider-Man, по сюжету которых Питер Паркер с Земли-616 перемещается в другое измерение, управляемое Бластааром, в погоне за Карнажем. Он получает в распоряжение костюм Непобедимого Человека-паука и сражается в нём с обоими злодеями.

### Альтернативные версии
Альтернативная версия Непобедимого Человека-паука с Земли-7831 была убита представителем организации Наследники Деймосом во время событий Spider-Verse.

## В других медиа

### Кино
Непобедимый Человек-паук появляется в анимационном фильме «Человек-паук: Паутина вселенных» (2023).

### Видеоигры
Костюм Непобедимого Человека-паука появляется в игре Spider-Man 2: Enter Electro (2001).